# Nicotye Samayualie
Nicotye Samayualie (née 1983) est une artiste inuite canadienne de Cape Dorset, au Nunavut. Samayualie se spécialise dans les dessins de natures mortes et de paysages. Elle utilise plutôt des dessins grand format pour créer de vastes images de paysages de Cape Dorset.

## Jeunesse
Samayualie est née en 1983 à Cape Dorset (Kinngait en inuktitut), Nunavut, dans les Territoires du Nord-Ouest. Ses parents sont Kudluajuk Ashoona et Johnny Tunnillie Samayualie,. Elle est la cousine de l'artiste Annie Pootoogook (1969-2016). Sa grand-mère, Keeleemeeoomee Samayualie (1919-1983), était également graphiste,.

## Carrière artistique
Samayualie commence à développer sa pratique artistique au début de la vingtaine. Elle s'intéresse particulièrement aux paysages de Cape Dorset et aux objets du quotidien, tel que des boutons, les étagères du garde-manger et le matériel de camping,.
Depuis, ses œuvres ont été exposées dans plusieurs galeries, notamment le Musée des beaux-arts de l'Ontario (Toronto, ON) et le Musée des beaux-arts du Canada (Ottawa, ON).
En 2014, elle était l'artiste invitée au Great Northern Arts Festival, un événement annuel qui se tient à Inuvik avec le but de célébrer les artistes du Nord. En 2016, Samayualie a été sélectionnée pour une résidence au Banff Centre dans le cadre du programme d'échange d'artistes Cape Dorset Nord-Sud de la Banque TD.

## Les collections
Ses oeuvres sont incluses dans les collections du Musée des beaux-arts du Canada, du Winnipeg Art Gallery, et de l'University of Michigan Museum of Art,.

## Expositions
- 2019: Kinngait Studios Returns, Highpoint Center for Printmaking
- 2019: Tavvauna / Here It Is: Drawings from Cape Dorset, Studio 22 (Kingston, ON)[14]
- 2018: Toronto International Art Fair, Metro Toronto Convention Centre (Toronto, ON)
- 2018: Toronto Art Fair, Feheley Fine Arts (Toronto, ON)
- 2018: The Samayualie Sisters, Feheley Fine Arts (Toronto, ON)
- 2017: Nuit Blanche: Dorset Scenes, 401 Richmond (Toronto, ON)
- 2017: New Drawings: Kudluajuk Ashoona, Padloo Samayualie and Nicotye Samayualie, The Inuit Gallery of Vancouver (Vancouver, BC)
- 2016: Culture Shift: Challenging Identity, La Guilde
- 2016: The Change Makers, Art Gallery of Mississauga (Mississauga, ON)
- 2015: Nicotye Samayualie, Feheley Fine Arts (Toronto, ON)
- 2015: Plants, Objects, Landscapes: Drawings by Nicotye Samayualie, Marion Scott Gallery
- 2013: The Hand of the Artist, Feheley Fine Arts (Toronto, ON)
- 2013: Eight Women, Marion Scott Gallery
- 2012: The Unexpected, Feheley Fine Arts (Toronto, ON)
- 2012: Views from the North: Original Drawings from Cape Dorset, Alaska on Madison